# آلان ستيرن
آلان ستيرن (بالإنجليزية: Alan Stern)‏ (و. 1957 – م) هو عالم فلك من الولايات المتحدة الأمريكية. ولد في نيو أورلينز، لويزيانا.

## التعليم
تعلم في جامعة تكساس، أوستن، وجامعة كولورادو.

## مناصب وهيئات
أدار ناسا، ومؤسسة البحث الجنوبية الغربية.